# Sandra Minnert
Sandra Minnert, född den 7 april 1973 i Gedern i Tyskland, är en tysk fotbollsspelare. Vid fotbollsturneringen under OS 2004 i Aten deltog hon i det tyska lag som tog brons. 